# Vállus
Vállus is een plaats (község) en gemeente in het Hongaarse comitaat Zala. Vállus telt 147 inwoners (2001).